# Yeyuan Shuiku
Yeyuan Shuiku är en reservoar i Kina. Den ligger i provinsen Shandong, i den östra delen av landet, omkring 140 kilometer öster om provinshuvudstaden Jinan. Yeyuan Shuiku ligger 128 meter över havet. Arean är 6,0 kvadratkilometer. Trakten runt Yeyuan Shuiku består till största delen av jordbruksmark. Den sträcker sig 4,0 kilometer i nord-sydlig riktning, och 4,3 kilometer i öst-västlig riktning.
Genomsnittlig årsnederbörd är 853 millimeter. Den regnigaste månaden är juli, med i genomsnitt 294 mm nederbörd, och den torraste är januari, med 8 mm nederbörd.